# Vojens Skøjtehal
Vojens Skøjtehal er indviet i 1973. Den var frem til 2011 hjemmebane for Vojens Ishockey Klub og SønderjyskE Ishockey. Kapacitet: 2300 tilskuere.
| Sport | Spire Denne artikel om sport er en spire som bør udbygges. Du er velkommen til at hjælpe Wikipedia ved at udvide den. |

|  | Denne artikel om en bygning eller et bygningsværk kan blive bedre, hvis der indsættes et (bedre) billede. Du kan hjælpe ved at afsøge Wikimedia Commons for et passende billede eller lægge et op på Wikimedia Commons med en af de tilladte licenser og indsætte det i artiklen. |

55°15′4.11″N 9°18′50.71″Ø / 55.2511417°N 9.3140861°Ø